# FC Lahti
Der FC Lahti ist ein Fußballverein aus der südfinnischen Großstadt Lahti, der 1996 durch die Fusion von Lahden Reipas und dem FC Kuusysi entstand. Der Verein spielte von 1999 bis 2010 und von 2012 bis 2024 in der höchsten finnischen Spielklasse, der Veikkausliiga.

## Geschichte
Lahden Reipas erreichte seine größten Erfolge in den 1960er und 1970er Jahren, als man dreimal finnischer Meister wurde und siebenmal den nationalen Pokal gewann. Zwischen 1981 und 1991 wurde Kuusysi Lahti fünfmal Meister und zweimal Pokalsieger.
Zum Zeitpunkt der Fusion 1996 spielten beide Vereine in der zweitklassigen Ykkönen, 1998 gelang dem FC Lahti der Aufstieg in die Veikkausliiga, wo er in der Saison 2008 als Dritter seine bislang beste Platzierung erreichte. 2002 stand er im Pokalfinale, das gegen den FC Haka mit 1:4 verloren wurde. Seinen ersten Titel nach der Fusion gewann der FC Lahti 2007 im Ligapokal, in dem er bereits 2004 und 2005 im Endspiel gestanden hatte.
Als Meisterschaftsdritter nahm der FC Lahti an der Qualifikation zur UEFA Europa League 2009/10 teil. Nach Siegen gegen Dinamo Tirana und ND Gorica schied die Mannschaft in der dritten Runde gegen den FC Brügge aus.

## Referenz in der Popkultur
Die finnische Folk-Metal-Band Korpiklaani, die ebenfalls aus Lahti stammt, hat mit FC Lahti einen Song über ihren Lieblingsfußballverein veröffentlicht.

## Europapokalbilanz
| Saison  | Wettbewerb         | Runde                  | Gegner           | Gesamt | Hin     | Rück    |
| ------- | ------------------ | ---------------------- | ---------------- | ------ | ------- | ------- |
| 2009/10 | UEFA Europa League | 1. Qualifikationsrunde | KS Dinamo Tirana | 4:3    | 4:1 (H) | 0:2 (A) |
| 2009/10 | UEFA Europa League | 2. Qualifikationsrunde | ND Gorica        | 2:1    | 0:1 (A) | 2:0 (H) |
| 2009/10 | UEFA Europa League | 3. Qualifikationsrunde | FC Brügge        | 3:4    | 2:3 (A) | 1:1 (H) |
| 2015/16 | UEFA Europa League | 1. Qualifikationsrunde | IF Elfsborg      | 2:7    | 2:2 (H) | 0:5 (A) |
| 2018/19 | UEFA Europa League | 1. Qualifikationsrunde | FH Hafnarfjördur | 0:3    | 0:3 (H) | 0:0 (A) |

Gesamtbilanz: 10 Spiele, 2 Siege, 3 Unentschieden, 5 Niederlagen, 11:18 Tore (Tordifferenz −7)

## Erfolge
- FC Lahti
  - Finnischer Vizepokalsieger (1): 2002
  - Finnischer Ligapokalsieger (3): 2007, 2013, 2016
- Lahden Reipas
  - Finnischer Meister (3): 1963, 1967, 1970
  - Finnischer Pokalsieger (7): 1964, 1972, 1973, 1974, 1975, 1976, 1978
  - Finnischer Vizepokalsieger (3): 1963, 1967, 1970
- Kuusysi Lahti
  - Finnischer Meister (5): 1982, 1984, 1986, 1989, 1991
  - Finnischer Pokalsieger (2): 1983, 1987
  - Finnischer Vizepokalsieger (3): 1981, 1984, 1991

## Bekannte Spieler
- Petri Pasanen (1997–2000, 2014–2015)
- Mika Väyrynen (1999–2000)
- Pekka Lagerblom (2001–2003, 2015)
- Njazi Kuqi (2002–2004)
- Jari Litmanen (2004–2005, 2008–2010)
- Berat Sadik (2007–2008, 2010)
- Edgar Bernhardt (2012)

## Bekannte Trainer
- Antti Muurinen (2006–2007)
- Juha Malinen (2013)
- Toni Korkeakunnas (2014–2018)